# Synagoga w Legnicy (ul. Chojnowska 12)
Synagoga w Legnicy – gminny dom modlitwy znajdujący się w Legnicy, przy ulicy Chojnowskiej 12.
Synagoga została założona po 1945 roku, w budynku Gminy Wyznaniowej Żydowskiej w Legnicy. Nabożeństwa, które prowadzą Józef Zilberman i Michał Warzager odbywają się regularnie we wszystkie szabaty oraz święta. 
Wewnątrz synagogi, przy wschodniej ścianie znajduje się drewniany aron ha-kodesz zwieńczony gwiazdą Dawida, tablicami Dekalogu, które adoruje para lwów oraz hebrajskim napisem: ויהי בנסע הארן, który można przetłumaczyć: Kiedy Arka jest w drodze. Drzwi szafy zasłania aksamitny parochet z wyhaftowaną złotą gwiazdą Dawida oraz kaporet z dwiema gwiazdami między którymi znajduje przedstawienie dłoni w geście błogosławieństwa. W szafie przechowywane są zabytkowe, ponad 100-letnie zwoje Tory. Na środku sali stoi drewniany pulpit kantora oraz bima, nakryte czerwonymi kotarami. Wokół nich poustawiane są stoły i krzesła. Na ścianach wiszą liczne obrazy z hebrajskimi inskrypcjami.